# Bodvild

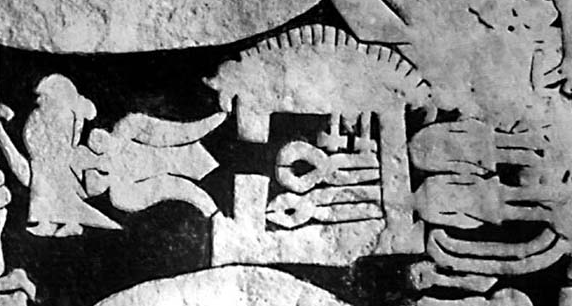
Böðvildr sta andando via e i suoi fratelli morti sono nascosti alla destra della fucina. Tra Böðvildr e la fucina, Weland può essere visto in un'aquila che sta per prendere il volo. Dall'VIII Pietra di Ardre.

Bodvild (norreno Böðvildr, antico inglese Beadohilde) è un personaggio delle leggende germaniche, figlia del malvagio re Níðuðr, e amante del fabbro Völundr. Di lei si parla nell'elegia anglosassone Deor, nel poema eddico Völundarkviða e nella Þiðrekssaga.
Il figlio di Völundr e Böðvildr, Viðga, è uno dei protagonisti del ciclo di Dietrich von Bern (Teoderico da Verona).

## Deor
Anche se preceduto dall'immagine raffigurata sulla Pietra di Ardre, la più antica fonte testuale sopravvissuta sulla leggenda di Beadohilde è il poema anglosassone del X secolo Deor. Le prime due strofe dell'elegia sono dedicate alle sofferenze e alla vendetta di Welund il fabbro, acerrimo nemico del padre Beadohilde, re Niðhad:

1. Welund tra le serpi conobbe sventura,
2. l'uomo risoluto patì sofferenze,
3. ebbe a compagni dolore e desiderio,
4. desolazione invernale; trovò spesso affanno
5. dopo che Niðhad a lui impose vincoli,
6. flessuosi lacci a miglior uomo.
7. Quello è passato, passerà anche questo.
8. Beadohilde non fu per la morte dei suoi fratelli
9. così affranta in cuore come per il suo proprio stato
10. s'era con certezza accorta
11. d'esser gravida; mai seppe
12. pensare fiduciosa cosa ne sarebbe stato.
13. Quello è passato, passerà anche questo.

## Völundarkviða

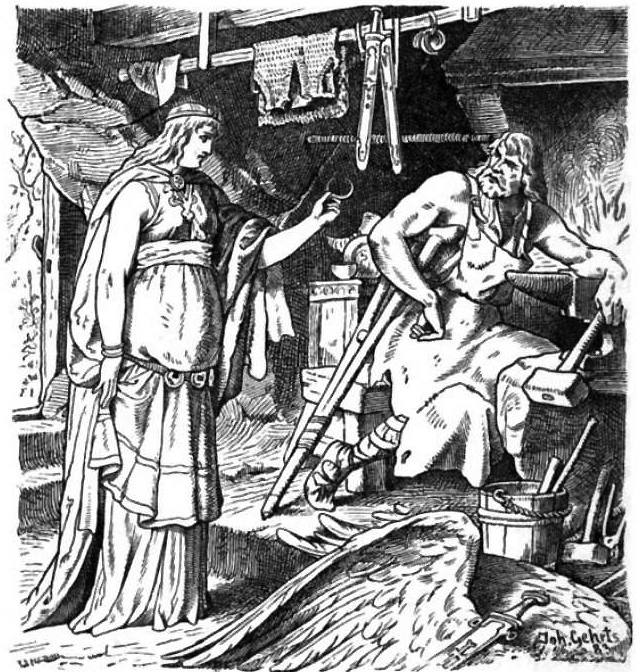
"Böðvildr nella fucina di Völundr" (1883) di Johannes Gehrts.

La Völundarkviða, il "carme di Völundr", è un poema eddico incentrato sulle sventure e sulla vendetta del fabbro Völundr. 
Völundr vive solo in Ulfdalir e trascorre il suo tempo forgiando anelli per Hervör alvitr, la valchiria con cui ha vissuto nove anni, nella speranza che ella torni da lui. Re Níðuðr giunge invece alla dimora del fabbro e lo sorprende nel sonno, lo prende prigioniero e gli sottrae la spada e gli anelli. Völundr viene condotto su una piccola isola, viene mutilato dei tendini delle gambe perché non fugga e viene costretto a lavorare per Níðuðr. Níðuðr tiene per sé la spada del fabbro e dona alla figlia, Böðvildr, i gioielli.
Völundr inizia a preparare la sua vendetta. Un giorno i due figlioletti di Níðuðr vengono all'isola per vedere i tesori della sua fucina. Völundr li decapita e usa i loro teschi per fare coppe per il re e gli occhi per fare gioielli per la regina e i denti per fare collane per Böðvildr.
Una volta Böðvildr rompe l'anello di Völundr che il padre le ha donato e viene alla fucina per chiedere al fabbro di ripararlo. Völundr le dà una bevanda drogata e giace con lei e la principessa rimane incinta. Poi Völundr spicca il volo e si reca da Níðuðr. Prima gli fa promettere di non fare alcun male alla sua nuova compagna e al figlio che lei porta in grembo, poi rivela al re la propria vendetta (l'uccisione dei figli e la violazione della principessa) e vola via.

## Þiðrekssaga
Di Böðvildr si parla anche nella versione della leggenda di Velent il fabbro contenuta nel Velents þáttr ("racconto di Velent") segmento narrativo della Þiðrekssaga af Bern ("Saga di Teodorico da Verona"). Qui la principessa non è mai chiamata per nome, tuttavia le vicende che la riguardano sono pressoché identiche a quelle della Völundarkviða. 
Velent è un giovane fabbro al servizio di re Niðungr. Una volta Niðungr parte per una spedizione militare, ma all'indomani della battaglia scopre di non avere con sé la pietra della vittoria (una sorta di amuleto portafortuna) e promette a chi gliele avesse recuperate metà del regno e in sposa la propria figlia (l'equivalente di Böðvildr). Velent riesce nell'impresa, ma, di ritorno al campo, viene assalito dagli uomini del re che desiderano riscuotere il premio al posto suo. Nella mischia Velent uccide un ufficiale, scatenando l'ira di Niðungr. Il re non solo gli nega la ricompensa, ma addirittura gli fa tagliare i tendini delle gambe perché non possa fuggire e lo costringe a lavorare per lui nella fucina giorno e notte. 
Velent inizia allora a preparare la vendetta: uccide i figlioletti del re e usa le loro ossa per fabbricare oggetti per il sovrano.
Qualche tempo dopo anche la figlia di Niðungr (Böðvildr) si presenta alla fucina e chiede al fabbro di ripararle un anello rotto. Velent invece giace con lei e la principessa rimane incinta.
Con l'aiuto del fratello Egill, Velent si fabbrica un abito da uccello e spicca il volo. Velent svela a Niðungr tutta la propria vendetta (l'uccisione dei figli e la violazione della figlia) e vola via. Dopo la morte di Niðungr sale sul trono il principe Otvin, che si riconcilia con Velent e gli concede in sposa la sorella, già madre di suo figlio Viðga.